# Sint-Gummaruskapel (Emblem)

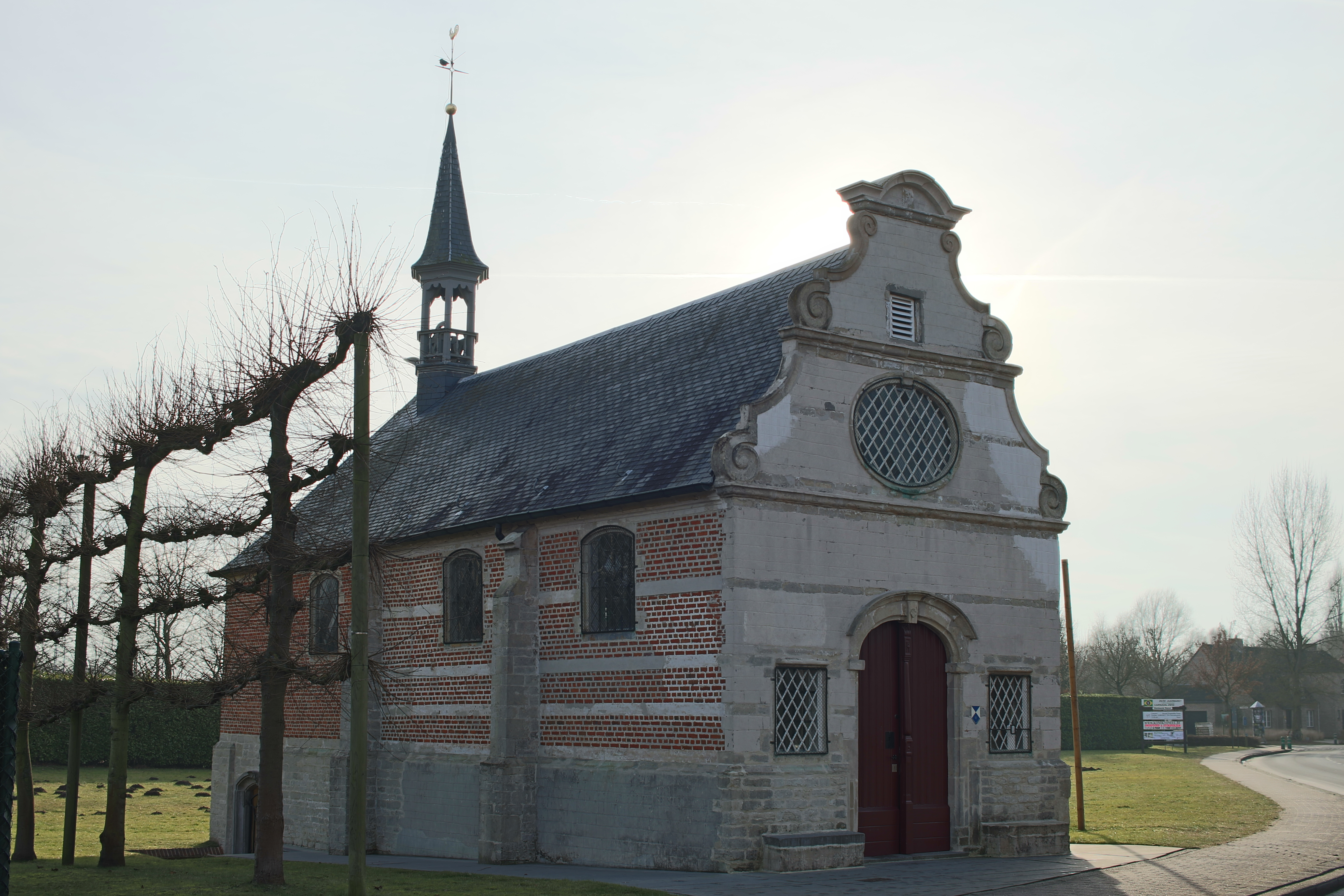
Sint-Gummaruskapel

De Sint-Gummaruskapel is een kapel in de tot de Antwerpse gemeente Ranst behorende plaats Emblem, gelegen aan de Dorpstraat 117A.

## Geschiedenis
Volgens een legende liet de heilige Gummarus hier een bron slaan. Deze bron kwam in handen van het Sint-Gummaruskapittel te Lier. De bron werd een bedevaartsoord en naar verluidt geschiedden er vele mirakelen. In 1477 werd daarom over de bron een kapel gebouwd.
In 1609 werd de kapel hersteld en in 1691-1696 werd de kapel herbouwd naar ontwerp van Jacob Swysen. In 1740 werd een sacristie gebouwd en een altaar geplaatst. In 1767 werd ook een dakruiter aangebracht.
Tijdens de Franse bezetting werd de kapel openbaar verkocht maar in 1812 kwam hij weer aan de Sint-Gummaruskerk. In 1985-1986 werd de kapel volledig hersteld.

## Gebouw
Het betreft een kapel op rechthoekige plattegrond met een noordelijke voorgevel in barokke stijl, met in- en uitgezwenkte gevel. Boven het koor bevindt zich een zeskante dakruiter. Een doorgang onder de sacristie leidt naar de bron.

## Interieur
Het interieur wordt overkluisd door een tongewelf. De kapel bezit een altaar in rococostijl van 1767.